# 제포 막스

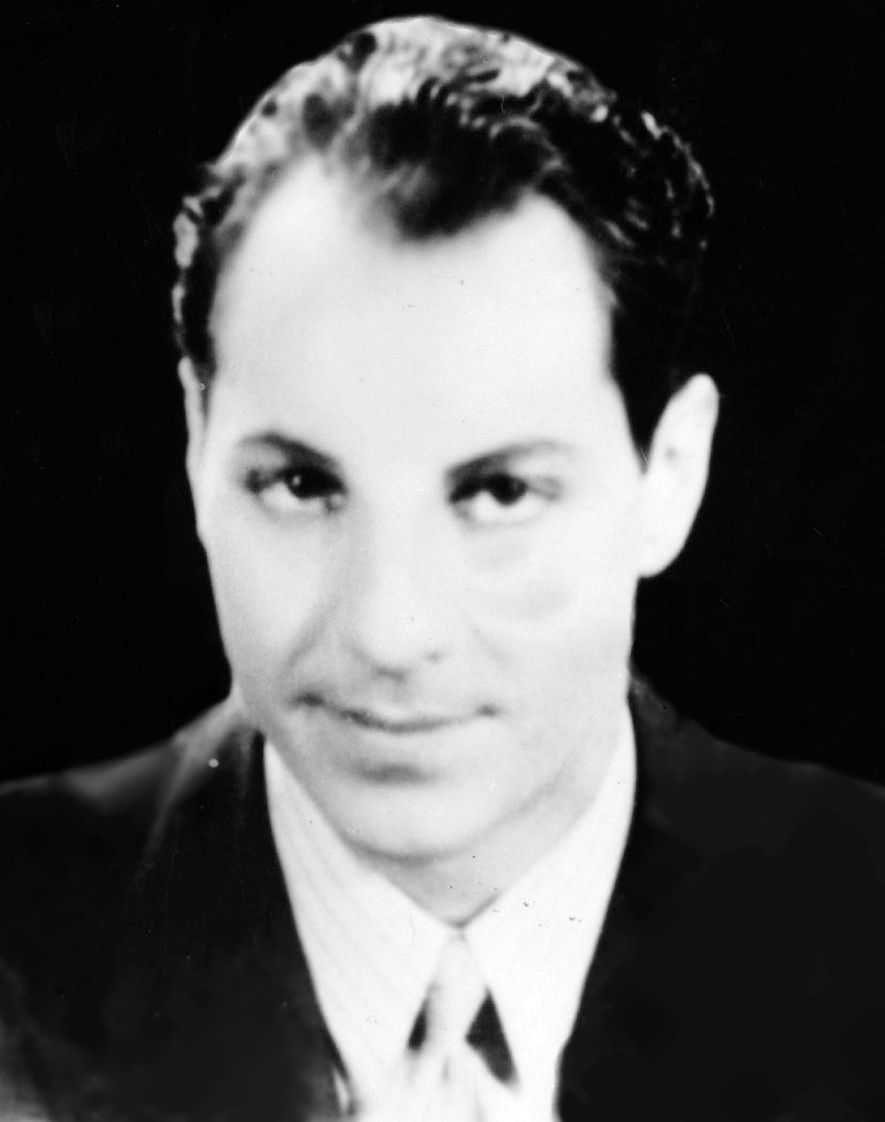

제포 막스(Zeppo Marx, 1901년 2월 25일 ~ 1979년 11월 30일)는 미국의 발명가, 영화배우, 연극 배우, 사업가이다.
맨해튼에서 태어났으며 팜스프링스에서 사망하였다. 사인은 폐암이다.

## 영화
- 식은 죽 먹기 (1933년)
- 풋볼 대소동 (1932년)
- 몽키 비지니스 (1931년)
- 파티 대소동 (1930년)
- 코코넛 대소동 (1929년)